# Accomac
Accomac (Accomack) /=the other-side place, ili on-the-other-side-of-water place. Dolazi od ogkomé ili akawiné = 'beyond'  + ac, aki ili akhi (u različitim Algonquian dijalektima) =  'land' ; prema Trumbullu/, pleme američkih Indijanaca porodice Algonquian naseljeno u ranom 17. stoljeću na istočnoj obali Virginije, na području današnjeg okruga Northampton i Accomack, istočno od Chesapeake Baya. Prema Jeffersonu, njihovo glavno selo kojew je nosilo plemensko ime, nalazilo se blizu današnjeg Cherotina na Cherrystone Inletu u okrugu Northampton. U Smithovo vrijeme (prve godine 18. stoljeća) pleme je imalo oko 80 ratnika. Kako su gubili na svojoj populaciji i značaju tako su gubili i svoj identitet, a njihovo ime postaje oznaka za sve Indijance oko Chesapeake Baya. Ovi Indijanci uključujući i Accohannocke u blizini današnjeg Eastvillea u okrugu Northampton u Virginiji osnovali su 1722. selo Gangasco, a oni će postat poznati kao Gingaskin. Tu su se održali sve do 1833. kada se počinju sve više miješati s crncima. Od njihovih poglavica poznat je Esmy Shichans ili Debedeavon, od Engleza, s kojima su Accomaci bili u dobrim odnosima nazivan Laughing King. Živjeli su pretežno od ribolova.

## Vanjske poveznice
- Accomac Indians  Arhivirana inačica izvorne stranice od 29. rujna 2007. (Wayback Machine)